# To Write Love On Her Arms
To Write Love On Her Arms (TWLOHA) är en amerikansk ideell förening vars syfte är att hitta hjälp åt unga människor som kämpar emot olika problem så som depression, drogmissbruk, självskadebeteende samt självmord.

## Band och Artister
Många band och artister stödjer organisationen. Kända band är:
- 5 Seconds of Summer
-The Aesthetic
- The Almost

- All Time Low

- Anberlin

- Atomic Tangerine

- Amanda Messer 

- Backseat Goodbye

- Band Marino

- Bayside

- Better off Dreaming

- Between the Trees

- XBoganX

- Boys Like Girls

- Bradley Hathaway

- Brightwood

- Burning Tree Project

- Camera Can't Lie

- City of Sound

- The Classic Crime

- The Color Turning

- The Constellation Branch

- Copeland

- Cue The Doves

- Declare This An Emergency

- Dustin Kensrue

- Easton Legacy

- The Elation

- Ellison

- Eric James & The New Century

- Evanescence

- Ever So Good

- Every Avenue

- Forever In A Day

- Forever The Sickest Kids

- Four Letter Lie

- Fruit Punch

- The Fragile Campaign

- Gasoline Heart

- Gloria

- Gray Lines of Perfection

- Gym Class Heroes

- Hawthorne Heights

- Her Candane

- House of Heroes
 
- The Human Flight Committee

- iamairplane

- Jaemin Roe

- Jimmy Eat World

- Jon Foreman

- Kaddisfly

- Lennex

- Llamaslovakia 

- Mayday Parade

- Messengers

- My Chemical Romance 

- The Militia Group

- The Morning Of

- Nevea Tears

- Never Heard Of It

- Now and Forever

- Only a Hero

- Panic! at the Disco

- Paramore

- Plain White T's

- The Red Jumpsuit Apparatus 

- The Rocket Summer

- Rebecca Niezen 

- Searching For Skylines

- Sick Puppies

- Sleeping At Last

- The Spill Canvas

- Sunday Driver

- Switchfoot

- Telephone Bruises

- Thieves and Villains
 
- This is an Empire

- Thrice

- Throw The Fight

- Tim Wildsmith

- To The Rescue

- Tony Teague

- Typecast

- UnderOath

- Vedera

- A Violent Desire

- Windsor

- Woe, Is Me

- Write This Down